# Lisa Jackson (Autorin)

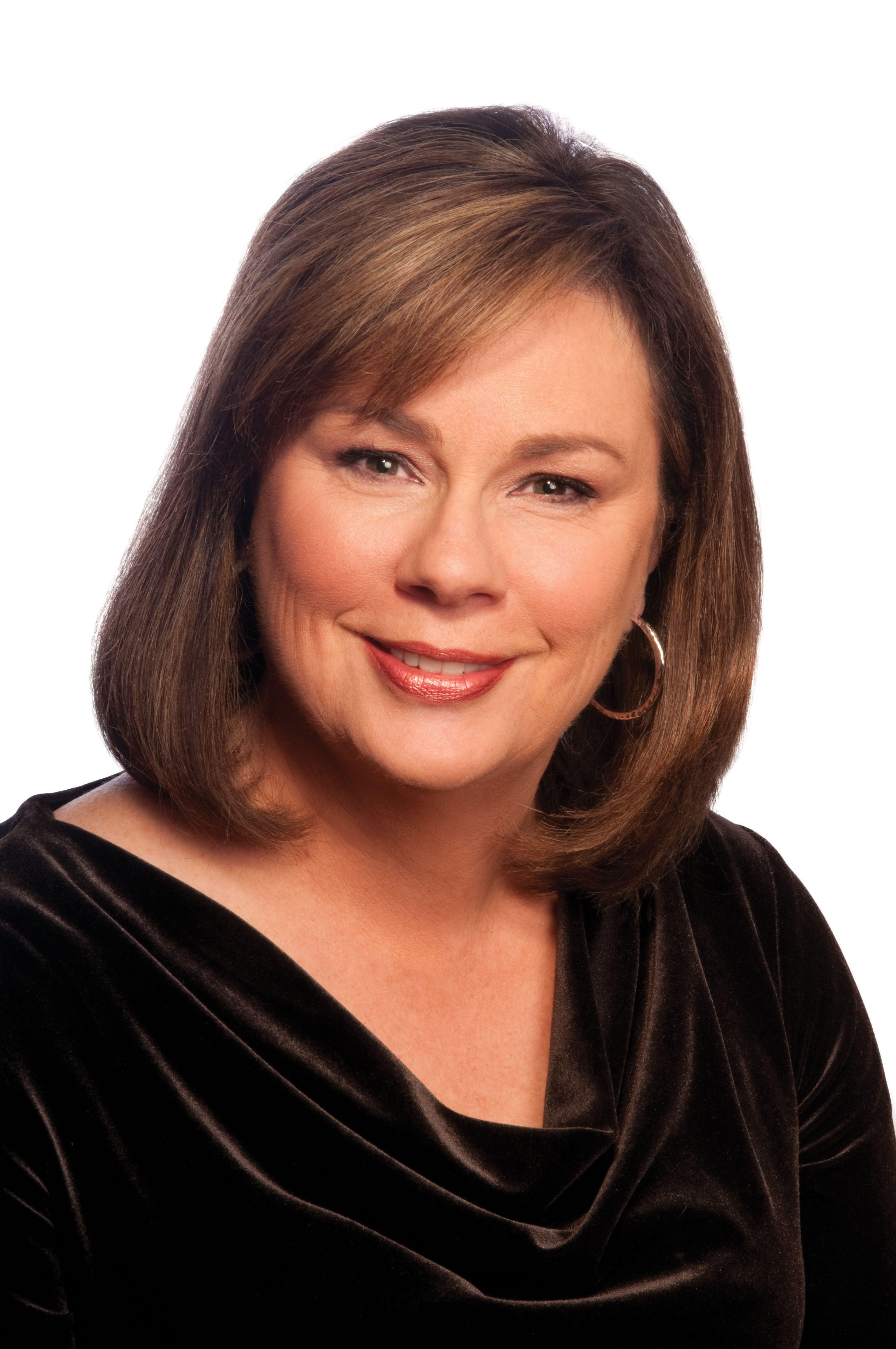
Lisa Jackson

Susan Lisa Jackson (* 1951 in Oregon) ist eine US-amerikanische Autorin, die auch unter dem Pseudonym Susan Lynn Crose veröffentlicht hat.
Lisa Jackson begann 1981 mit ihrer Schwester, der Autorin Nancy Bush, Liebesromane zu schreiben. Sie entwickelte ihren eigenen, spannenderen und dunkleren Stil. Viele ihrer Thriller sind in Deutschland erschienen und als Hörbücher vertont. Ihre Romane wurden in über 20 Sprachen übersetzt und sind regelmäßig in der Bestsellerliste der New York Times. Sie ist alleinstehend und hat zwei Söhne.

## Werke
New-Orleans-Serie mit Detective Rick Bentz und Reuben Montoya
1. Hot Blooded. 2001 (dt. von Elisabeth Hartmann Pain: Bitter sollst du büßen. Knaur, München 2006, ISBN 3-426-63179-2)
2. Cold Blooded. 2002 (dt. von Kristina Lake-Zapp Danger: Das Gebot der Rache. Knaur, München 2011, ISBN 978-3-426-65259-6)
3. Shiver 2006 (dt. von Elisabeth Hartmann Shiver: Meine Rache wird euch treffen. Knaur, München 2007, ISBN 978-3-426-66263-2)
4. Absolute Fear. 2007 (dt. von Elisabeth Hartmann Cry: Meine Rache ist dein Tod. Knaur, München 2008, ISBN 978-3-426-66274-8)
5. Lost Souls. 2008 (dt. von Kristina Lake-Zapp Angels: Meine Rache währt ewig. Knaur, München 2009, ISBN 978-3-426-66372-1)
6. Malice. 2009 (dt. von Kristina Lake-Zapp Mercy: Die Stunde der Rache ist nah. Knaur, München 2010, ISBN 978-3-426-66373-8)
7. Devious. 2011 (dt. von Kristina Lake-Zapp Desire: Die Zeit der Rache ist gekommen. Knaur, München 2012, ISBN 978-3-426-65281-7)
8. Never die alone. 2015. (dt. von Kristina Lake-Zapp Guilty – Doppelte Rache, Knaur, München 2016, ISBN 978-3-426-65395-1)

Montana-Serie mit Detective Regan Pescoli und Selena Alvarez
1. Left to die. 2008 (dt. von Elisabeth Hartmann Der Skorpion. Knaur, München 2011, ISBN 978-3-426-50349-2)
2. Chosen to die. 2009 (dt. von Elisabeth Hartmann Der Zorn des Skorpions. Knaur, München 2011, ISBN 978-3-426-50773-5)
3. Born to die. 2011 (dt. von Kristina Lake-Zapp Zwillingsbrut. Knaur, München 2012, ISBN 978-3-426-51097-1)
4. Afraid to Die. 2013 (dt. von Kristina Lake-Zapp Vipernbrut. Knaur, München 2013, ISBN 978-3-426-51337-8)
5. Ready to Die. 2013 (dt. von Kristina Lake-Zapp Schneewolf. Knaur, München 2015, ISBN 978-3-426-51338-5)
6. Deserves to Die. 2014 (dt. von Kristina Lake-Zapp Raubtiere. Knaur, München 2017, ISBN 978-3-426-51554-9)
7. Expecting to Die. 2017 (dt. von Kristina Lake-Zapp Dunkle Bestie. Knaur, München 2018, ISBN 978-3-426-52089-5)
8. Willing to Die. 2019 (dt. von Kristina Lake-Zapp Opfertier. Knaur, München 2019, ISBN 978-3-426-52090-1)

Savannah-Serie mit Detective Pierce Reed und Sylvie Morrisette
1. The night before. 2003
2. The morning after. 2004 (dt. von Elisabeth Hartmann Ewig sollst du schlafen. Knaur, München 2005, ISBN 3-426-63178-4)
3. Tell me. 2014

San-Francisco-Serie mit Familie Cahill und Detective Anthony Paterno
1. If she only knew. 2000 (dt. von Elisabeth Hartmann Dark Silence: Denn deine Schuld wird nie vergehen. Weltbild, Augsburg 2009, ISBN 978-3-8289-9557-4 später: Dark silence: Denn deine Schuld wird nie vergehen. Knaur, München 2009, ISBN 978-3-426-50350-8)
2. Almost dead. 2007 (dt. von Elisabeth Hartmann Deadline: Rache, wem Rache gebührt. Knaur, München 2009, ISBN 978-3-426-63749-4)
3. You betrayed me. 2020

West-Coast-Serie
1. Deep freeze. 2005 (dt. von Elisabeth Hartmann Sanft will ich dich töten. Knaur, München 2007, ISBN 978-3-426-63413-4)
2. Fatal burn. 2006 (dt. von Elisabeth Hartmann Deathkiss: Süß schmeckt die Rache. Knaur, München 2008, ISBN 978-3-426-63414-1)
3. After she's gone. 2015

zusammen mit Nancy Bush und Rosalind Noonan: Wyoming-Serie
1. Sinister. 2013 (dt. von Kristina Lake-Zapp Greed - Tödliche Gier. Knaur, München 2019, ISBN 978-3-426-52262-2)
2. Ominous. 2017 (dt. von Kristina Lake-Zapp Diabolic - Fatales Vergehen. Knaur, München 2019, ISBN 978-3-426-52263-9)

zusammen mit Nancy Bush: „Wicked“-Serie
1. Wicked Game. 2009 (dt. von Elisabeth Hartmann Niemand wird dein Flehen hören. Weltbild, Augsburg 2011, ISBN 978-3-86800-671-1)
2. Wicked Lies. 2011 (dt. von Bernhard Liesen, Du wirst für deine Lügen bluten. ISBN 978-3-95569-461-6)
3. Something Wicked. 2013 (dt. von Bernhard Liesen, Meine Rache wird dich jagen. Weltbild. ISBN 978-3-95569-463-0)
4. Wicked Ways. 2014 (dt. von Bernhard Liesen, Du kannst den Toten nicht entkommen. Weltbild. ISBN 978-3-95973-804-0)

weitere Romane (Auswahl)
- A twist of fate. 1983 (dt. von Robyn Peters Denn schuldig ist, wer liebt. Cora Verlag, Hamburg 2008, ISBN 978-3-89941-463-9)
- Innocent by association. 1985 (dt. von M. R. Heinze Riskant. beigefügtes Werk: dt. von Annette Keil Verhängnisvolle Leidenschaft. Cora Verlag, Hamburg 2009, ISBN 978-3-89941-701-2)
- Zachary's law. 1986 (dt. von Robyn Peters Nie wirst du vergessen. Cora Verlag, Hamburg 2007, ISBN 978-3-89941-395-3)
- Hurricane force. 1988 (dt. von Irene Andreadou Der weiße Tod. Cora Verlag, Hamburg 2008, ISBN 978-3-89941-552-0)
- Obsession. 1991 (dt. von Johannes Heitmann Besessen. beigefügtes Werk: dt. von Elisabeth Hartmann In Liebe gefangen. Cora Verlag, Hamburg 2010, ISBN 978-3-89941-751-7)
- Sail away. 1992 (dt. von Dorothee Halves Noch einmal sollst du büßen. Cora Verlag, Hamburg 2008, ISBN 978-3-89941-499-8)
- See how she dies. 1994 (dt. von Elisabeth Hartmann Wehe dem, der Böses tut. Weltbild, Augsburg 2010, ISBN 978-3-8289-9146-0)
- With no regrets. 1990 (dt. von Irene Andreadou Gefährlich wie die Wahrheit: 1. Unversöhnt. MIRA Taschenbuch, Hamburg 2012, ISBN 978-3-89941-969-6)
- Million Dollar Baby. 1992 (dt. Ein Baby für uns zwei. MIRA Taschenbuch, Hamburg 2014, ISBN 978-3-95649-337-9)
- Tears of Pride. 1984 (dt. In der Glut der Nacht. MIRA Taschenbuch, Hamburg 2014, ISBN 978-3-95649-351-5)
- A Husband to Remember. 1993 (dt. Im Netz der Gefahr. MIRA Taschenbuch, Hamburg 2014, ISBN 978-3-95649-386-7)
- New Year's Daddy. 1995 (dt. Das Herz vergisst nie. MIRA Taschenbuch, Hamburg 2014, ISBN 978-3-95649-095-8)
- He's the Rich Boy. 1993 (dt. Was die Nacht verspricht. MIRA Taschenbuch, Hamburg 2015, ISBN 978-3-95649-225-9)
- He's My Soldier. 1994 (dt. Zwischen Zweifel und Begierde. MIRA Taschenbuch, Hamburg 2015, ISBN 978-3-95649-225-9)
- Angel Baby. 1998 (dt. Ein Weihnachtsmärchen in Montana. In: Mistelzweig und Weihnachtszauber. MIRA Taschenbuch, Hamburg 2016, ISBN 978-3-95649-655-4)
- He's a Bad Boy. 1992 (dt. Was nur die Nacht weiß. MIRA Taschenbuch, Hamburg 2015, ISBN 978-3-95649-206-8)
- Lone Stallion's Lady. 2000 (dt. von Irene Fried Geheimnisvolle Herzen. MIRA Taschenbuch, Hamburg 2016, ISBN 978-3-95576-605-4)
- You will pay. 2017 (dt. von Kristina Lake-Zapp You will pay - Tödliche Botschaft. Knaur, München 2019, ISBN 978-3-426-52092-5)
- Paranoid. 2019 (dt. von Kristina Lake-Zapp Paranoid. Knaur, München 2021, ISBN 978-3-426-22720-6)